# British Rail 302 sorozat
A British Rail 302 sorozat egy angol 25 kV 50 Hz-es villamosmotorvonat-sorozat volt. 1958 és 1960 között gyártotta a BR Doncaster. Összesen 112 motorvonat készült el. 1999-ben selejtezték a teljes sorozatot, ekkor a legöregebb szerelvények már elmúltak negyven évesek. Helyüket a 310, 312, és a 317 motorvonatok vették át. A c2c üzemeltette.